# Лознани
Лознани (мкд. Лознани) су насеље у Северној Македонији, у јужном делу државе. Лознани припадају општини Могила.

## Географија
Насеље Лознани је смештено у јужном делу Северне Македоније. Од најближег већег града, Битоља, насеље је удаљено 20 km северно.
Лознани се налазе у западном делу Пелагоније, највеће висоравни Северне Македоније. Насељски атар је на истоку равничарски, док на западу издиже планина Древеник. Источно од насеља протиче Црна река. Надморска висина насеља је приближно 600 метара.
Клима у насељу је континентална.

## Становништво
Лознани су према последњем попису из 2002. године имали 185 становника.
Претежно становништво по последњем попису су етнички Македонци (100%).
Већинска вероисповест је православље.